# 贛劇
贛劇是江西的主要劇種，其前身为古代四大声腔之一的“弋陽腔”。《珍珠記》、《張三借靴》是其代表性劇目。《還魂記》則是根據湯顯祖同名原著改譯。而贛劇皮黃腔的《雪夜訪普》，和高腔的《江邊會友》、《送衣哭城》都是比較罕見的古老劇目。上世纪50年代，在江西省文化部门的主导下，弋阳腔两大流派：饶河班、信河班在南昌相合，成立“江西省赣剧团”，弋阳腔遂称“赣剧”。

## 經典劇目

### 青陽腔
《吐絨記》、《百花記》、《三跳澗》、《香球記》、《雙杯記》、《五桂記》等

### 亂彈

#### 二凡戲
《三官堂》、《四國齊》、《禹門關》等

#### 西皮戲
《祭風台》、《花田錯》、《蘆花河》等

#### 西皮二凡戲
《二皇圖》、《藍田帶》、《龍鳳閣》等

#### 二凡撥子戲
《萬里侯》、《打金冠》等

## 活動中心
據贛劇老藝人介紹，在清·光緒前，贛劇原有三個活動地區：一個是以玉山縣為中心，活動在上饒、廣豐、河口一帶的玉山班，它是向浙江、福建、皖南一帶發展的戲班；一個是以樂平為中心，活動在鄱陽、餘干、浮梁、德興、安仁、萬年一帶的樂平班，它是向贛北、皖南發展的戲班；一個是以貴溪、弋陽為中心的，活動在余江、東鄉一帶的貴溪班，它比較接近撫州、吉安，而且也應當是向這些地方發展的戲班。

## 著名演員
嚴有源、楊桂仙、潘鳳霞、段日麗、卓福生、陳桂英、祝月仙、胡瑞華、童慶初、肖桂香、萬良福、塗玲慧、陳俐等。

## 表演行當
「九角頭」——老生、正生、小生、老旦、正旦、小旦、大花、二花、三花